# Soyouz TMA-20
Soyouz TMA-20 est une mission spatiale dont le lancement a eu lieu le 15 décembre 2010 depuis le cosmodrome de Baïkonour. Elle a transporté trois membres d'équipage de l'Expédition 26 vers la station spatiale internationale. Il s'agit du 108e vol d'un vaisseau Soyouz depuis le premier en 1967.

## Équipage

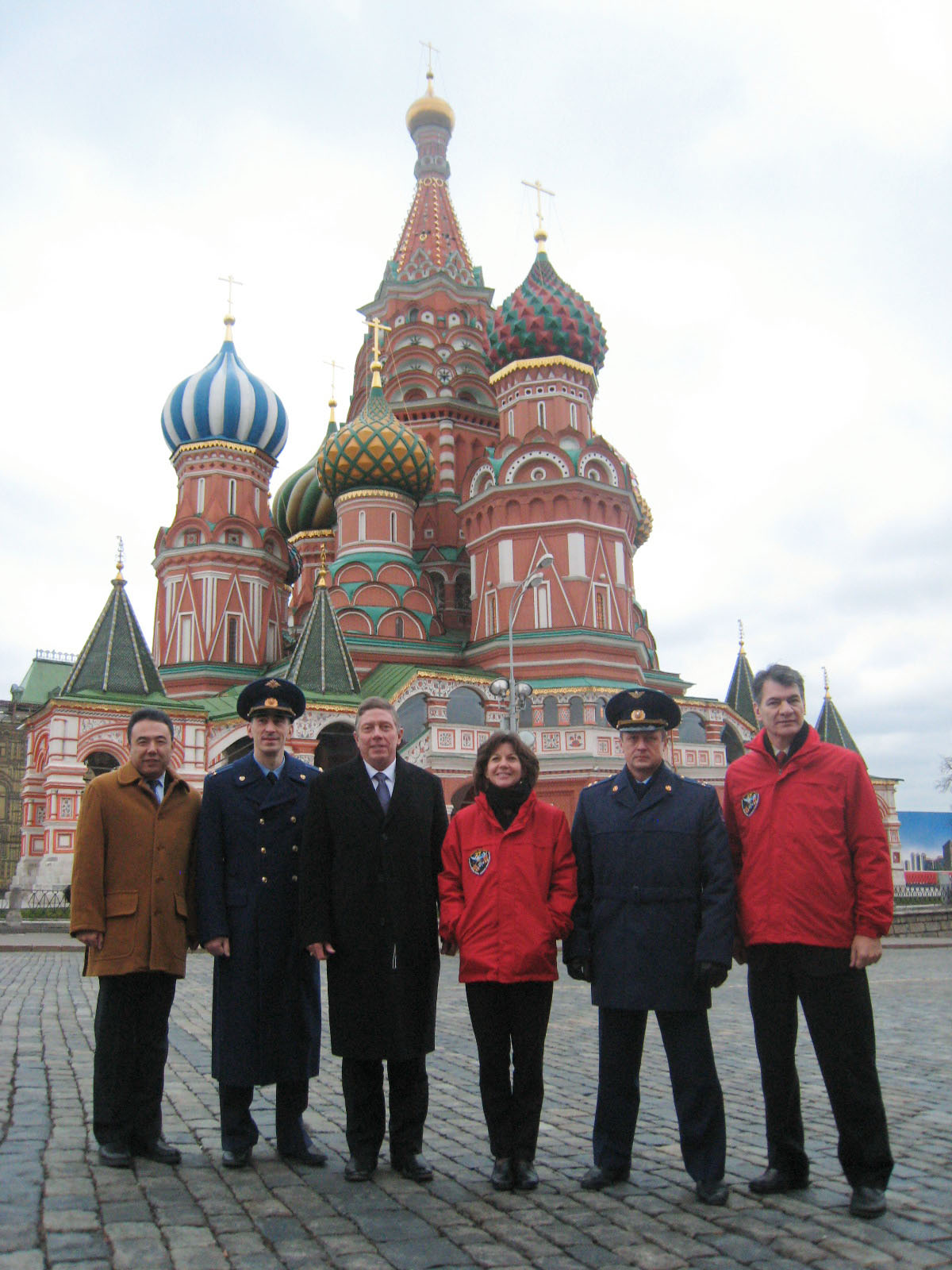
Les équipages principal et de secours du Soyouz TMA-20 pendant leur tour de cérémonie de la Place Rouge le 26 novembre 2010.

L'équipage de la mission a été confirmé par le 21 novembre 2008. Il est marqué par la présence d'astronautes de 3 grandes agences spatiales partenaires du programme de la Station Spatiale Internationale (ISS) : le Roscosmos, la NASA et l'ESA.
- Commandant : Dmitri Kondratyev (1),  Russie
- Ingénieur de vol 1 : Catherine Coleman (3),  États-Unis
- Ingénieur de vol 2 : Paolo Nespoli (2),  Italie

Le chiffre entre parenthèses indique le nombre de vols spatiaux effectués par l'astronaute, Soyouz TMA-20 inclus.

### Équipage de remplacement
- Commandant : Anatoli Ivanishin,  Russie
- Ingénieur de vol 1 : Satoshi Furukawa,  Japon
- Ingénieur de vol 2 : Michael E. Fossum,  États-Unis

## La mission

### Dommages lors du transport
Le 5 octobre 2010, l'agence de presse russe Interfax rapporte que le vaisseau Soyouz a subi des dommages lors de son transport par voie ferrée de la Russie vers le cosmodrome de Baïkonour au Kazakhstan. C'est le module de descente qui a été endommagé et a dû être remplacé par celui du Soyouz TMA-21. La mission n'a cependant été ni annulée ni ajournée.

### Décollage
Après assemblage du vaisseau à sa fusée de lancement le 12 décembre 2010, et acheminement vers la rampe de lancement dans la matinée du 13, le Soyouz TMA-20 décolla de Baïkonour à 19 h 09 UTC (22 h 09, heure de Moscou) le 15 décembre 2010. Dix minutes après, il atteignait son orbite.

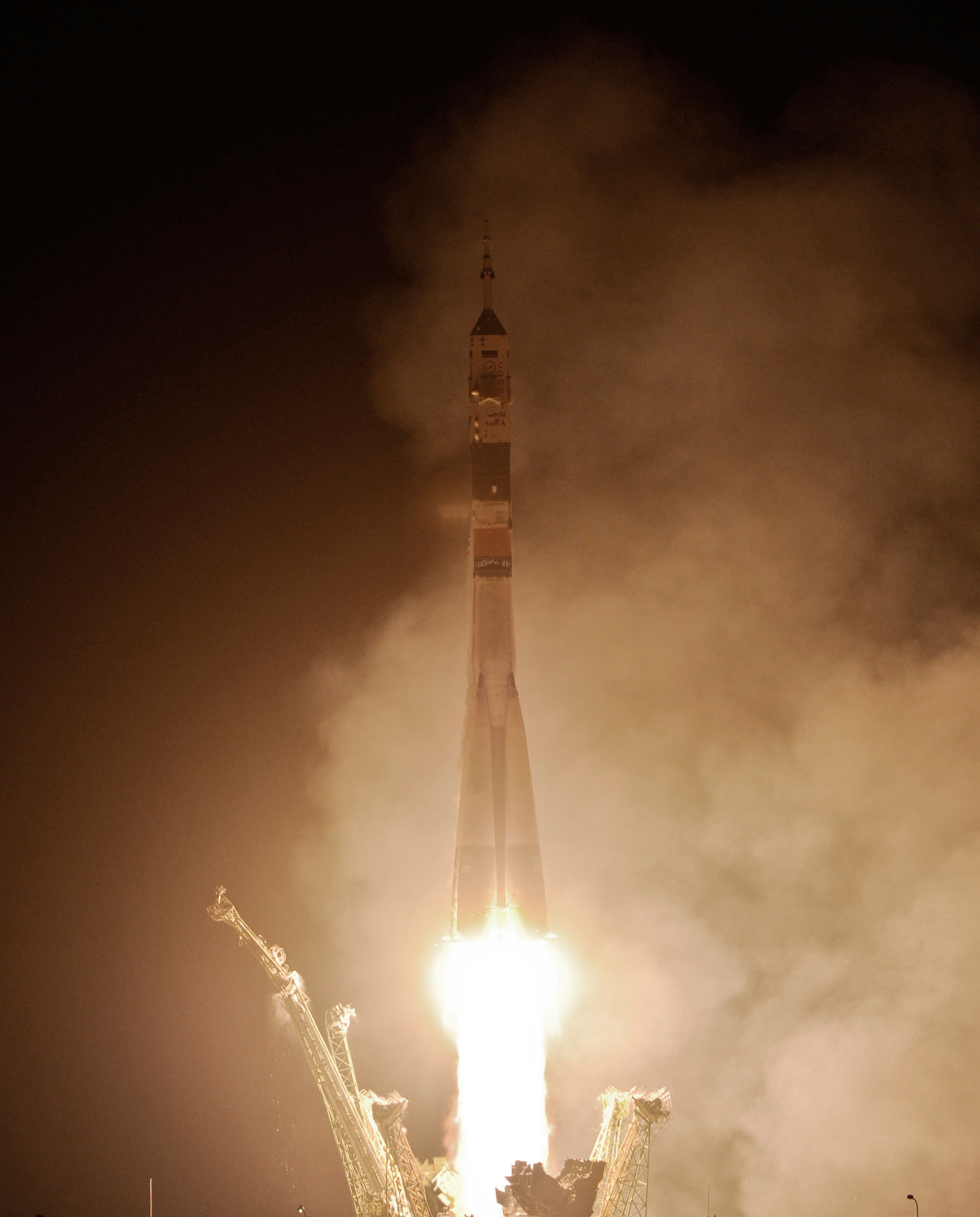
Décollage du Soyouz TMA-20 depuis le cosmodrome de Baïkonour.

### Amarrage
Le Soyouz TMA-20 s'est amarré à Rassvet, le module russe de l'ISS, le 17 décembre 2010 à 20 h 12 UTC. Après s'être assuré qu'aucune fuite n'était présente entre le TMA-20 et l'ISS, le sas fut ouvert à 23 h 02 UTC, et une cérémonie d'accueil eu lieu pour marquer l'arrivée de l'équipage.

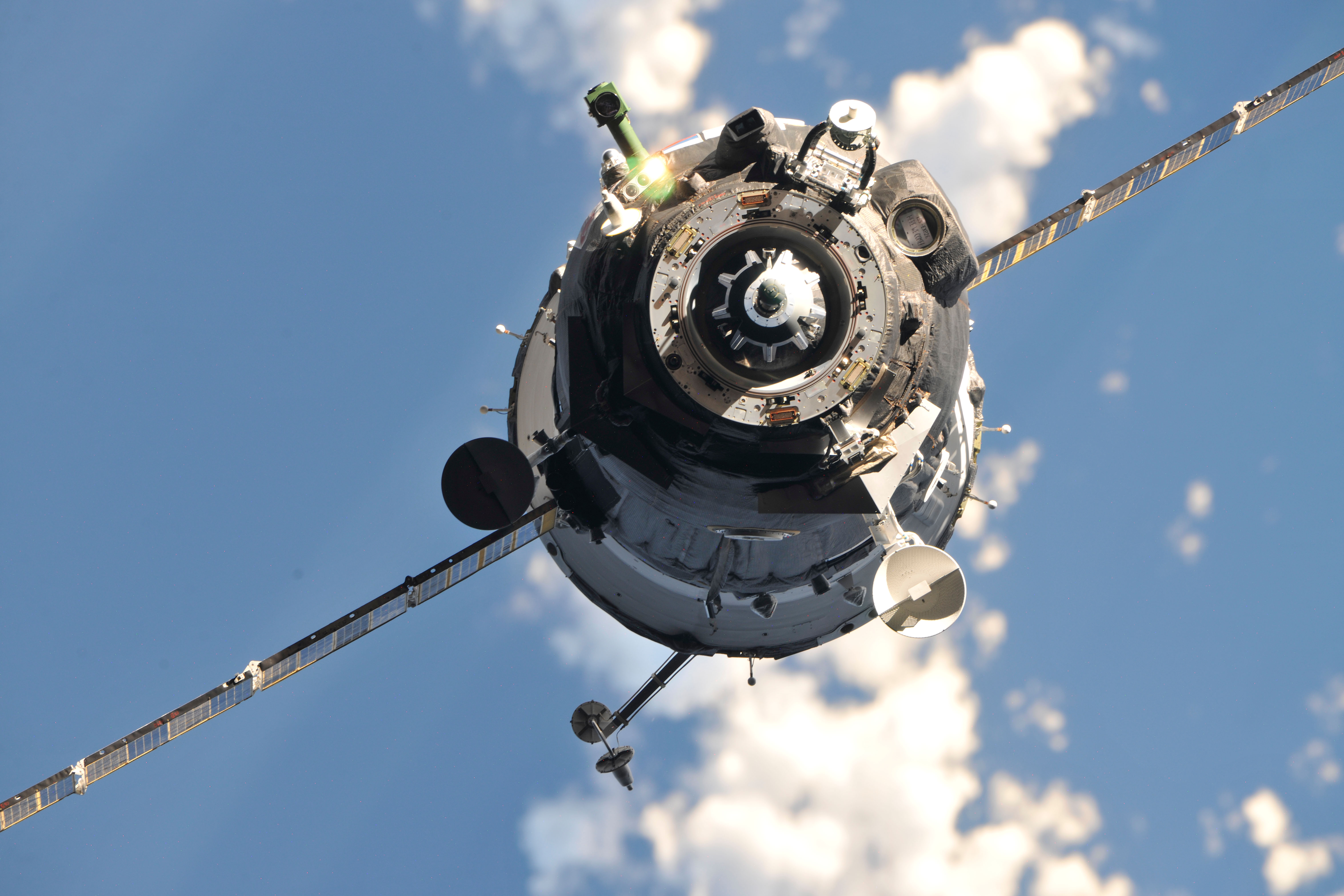
Soyouz TMA-20 à l'approche de l'ISS.
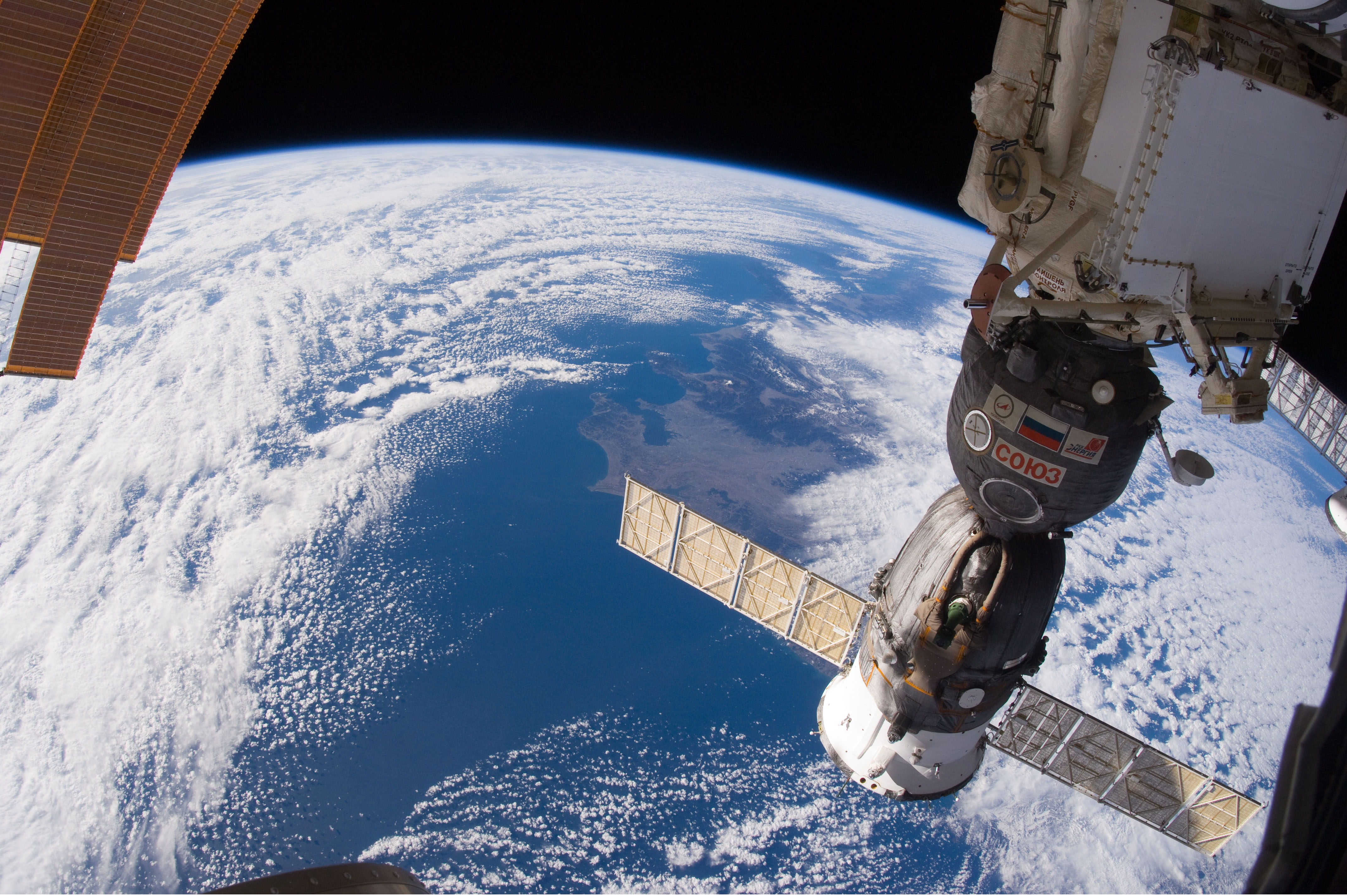
Soyouz TMA-20 amarré à l'ISS.
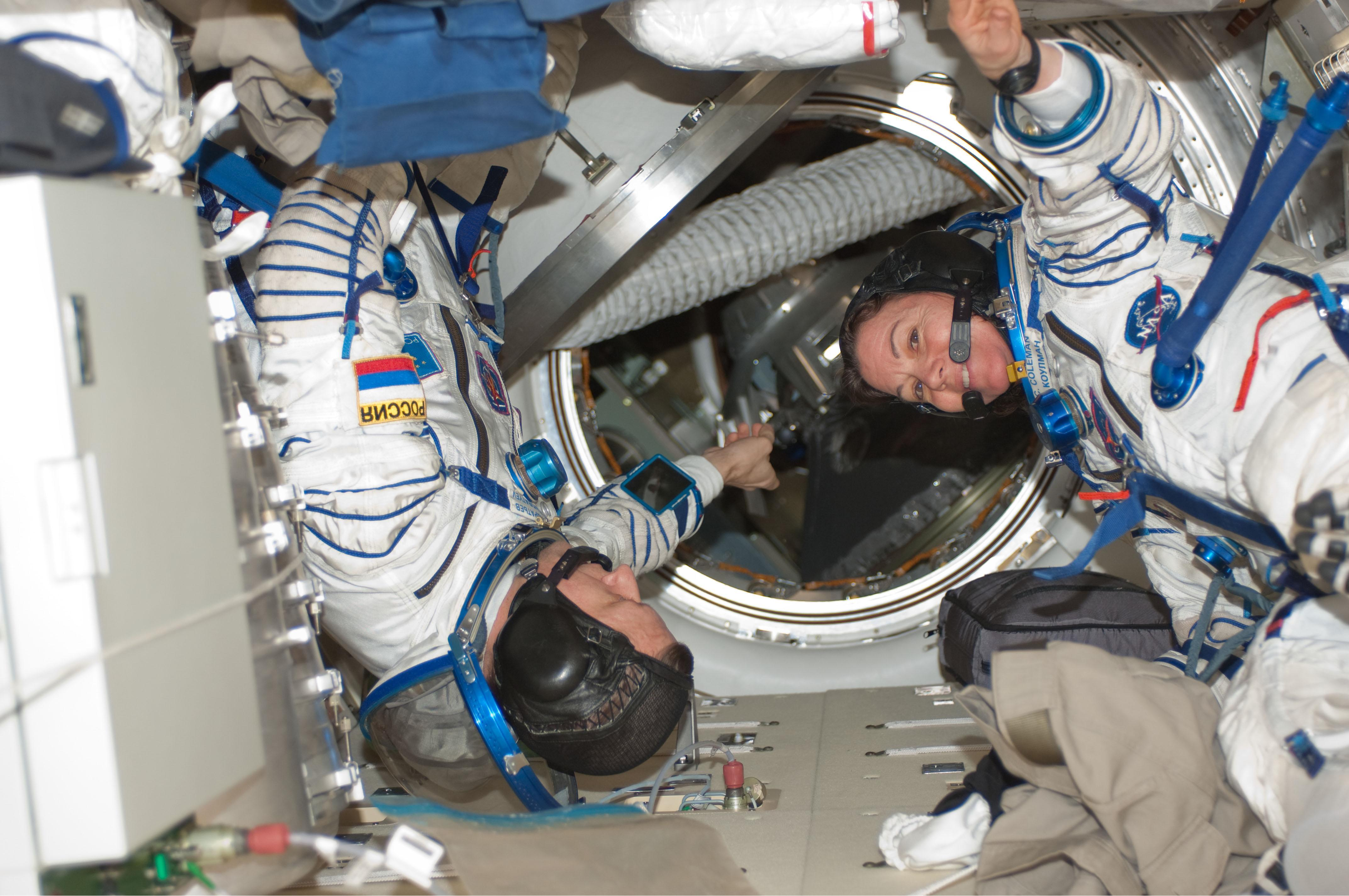
Kondratyev et Coleman pendant une vérification de Soyouz.

### Retour sur Terre
Après 157 jours amarré à l'ISS, le Soyouz TMA-20 s'y décrocha le 23 mai 2011 à 21 h 35 UTC avec aux commandes le cosmonaute russe Dmitri Kondratiev.
Environ quinze minutes après, alors que le Soyouz se trouvait derrière la station spatiale internationale, le spationaute Paolo Nespoli prit d'uniques photographies de celle-ci et plusieurs minutes de vidéo en haute définition, alors même que la navette spatiale américaine Endeavour y était amarrée lors de sa dernière mission (STS-134). À 21 h 55 UTC, la station spatiale effectua même une lente rotation de 129 degrés afin de se montrer au Soyouz sous le meilleur angle possible en termes de conditions d'éclairage pour les prises de vue. À 22 h 15 UTC, la capsule Soyouz enclencha ses propulseurs pour s'éloigner de l'ISS. Alors qu'elle survolait le sud de l'océan Atlantique, la manœuvre de désorbitation commença à 01 h 36 UTC, le 24 mai 2011. La capsule habitable de descente se détacha du propulseur à 02 h 01 UTC, et le module amorça sa descente dans l’atmosphère. À 02 h 27 UTC, le Soyouz TMA-20 atterrit dans une région désertique du Kazakhstan, proche de la ville de Djezkazgan.

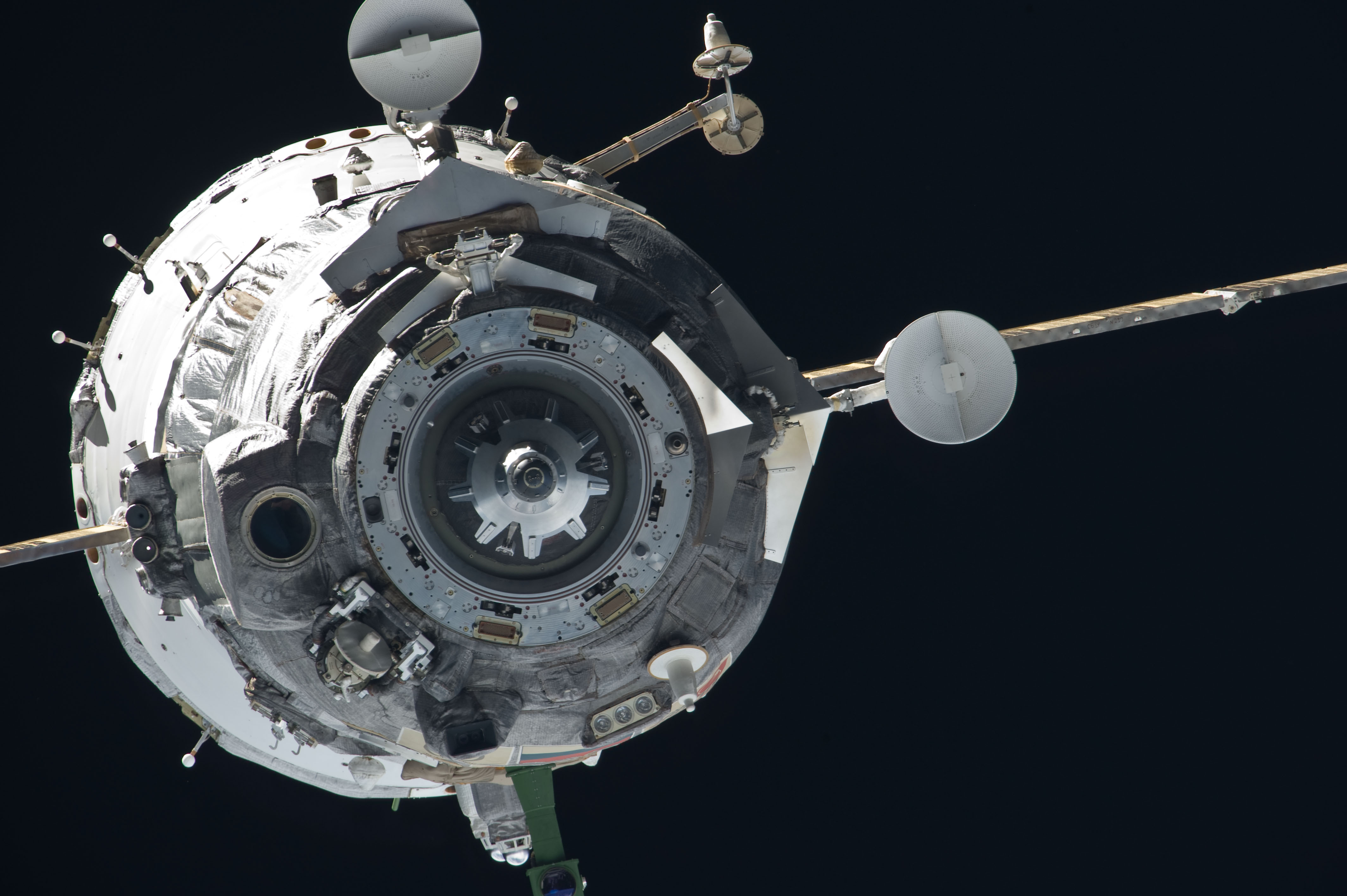
Le vaisseau spatial Soyouz quitte la station spatiale, le 23 mai 2011.
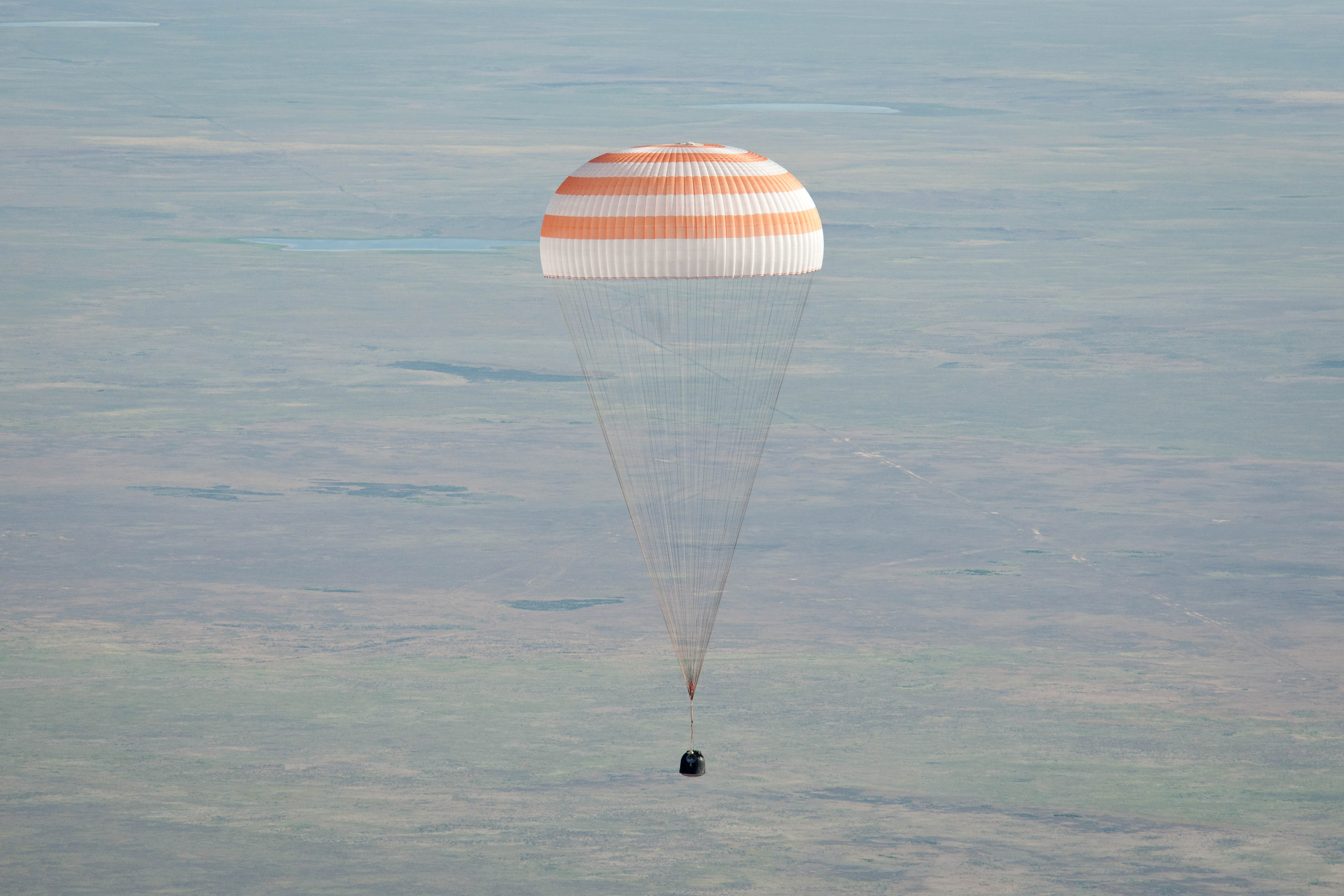
La capsule Soyouz TMA-20 pendant la descente.
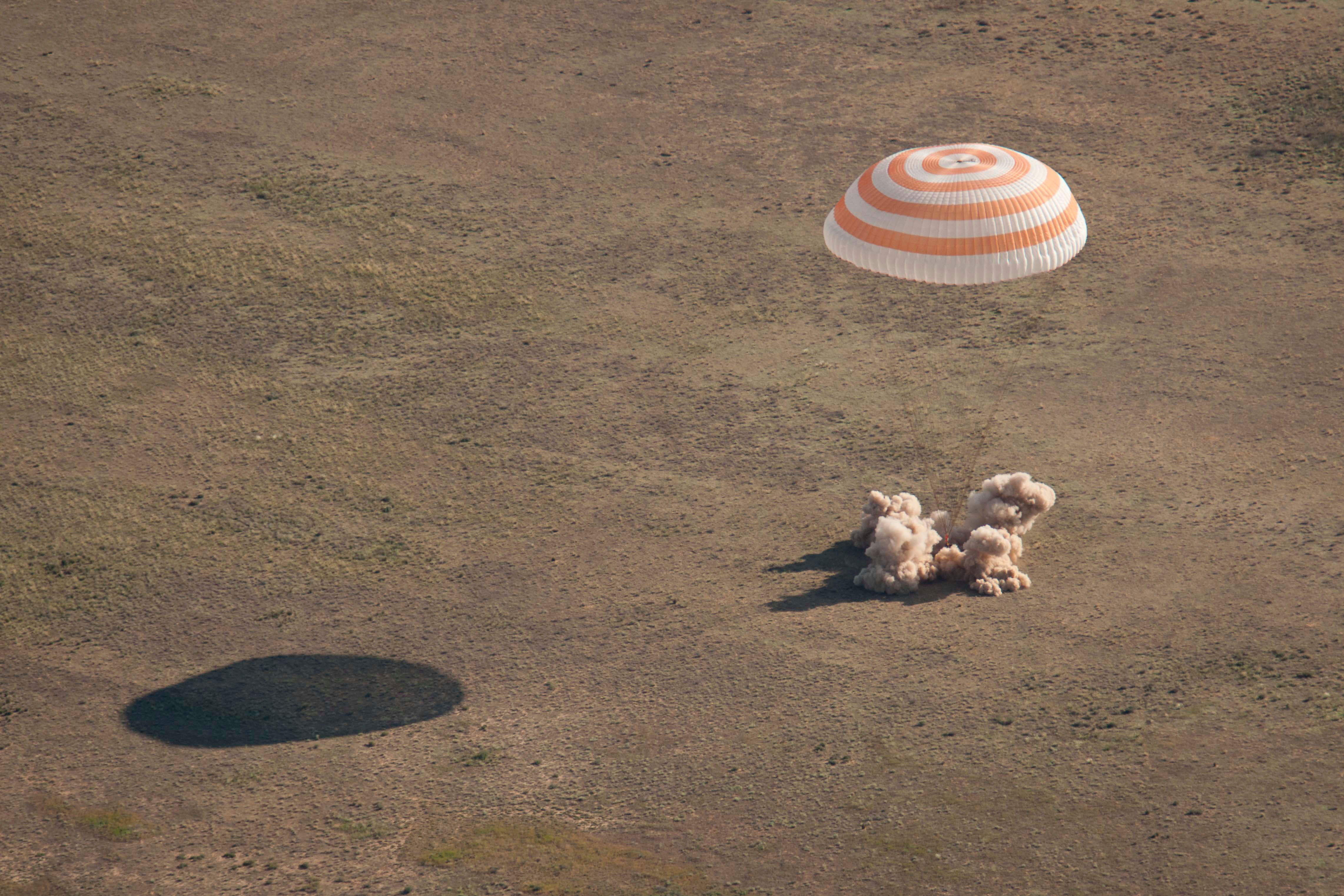
Atterrissage du Soyouz TMA-20 dans une zone désertique proche de Djezkazgan, au Kazakhstan.
- Vidéo du vaisseau spatial Soyouz TMA-20 atterrissant à Djezkazgan, au Kazakhstan.
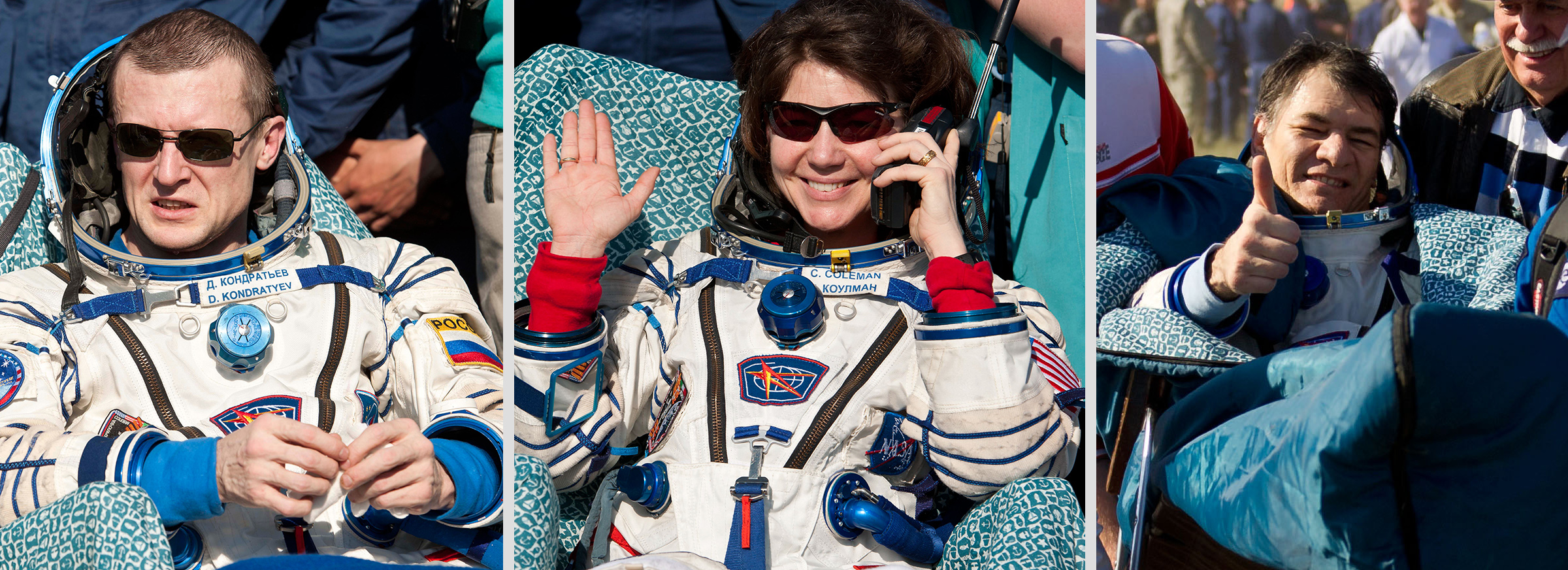
L'équipage de Soyouz photographié peu de temps après l'atterrissage.